# Prapretno (Šentjur, Slovenija)
Prapretno je naselje u slovenskoj Općini Šentjuru. Prapretno se nalazi u pokrajini Štajerskoj i statističkoj regiji Savinjskoj. 

## Stanovništvo
Prema popisu stanovništva iz 2002. godine naselje je imalo 88 stanovnika.